# 弗雷德·阿斯泰尔
弗雷德·阿斯泰尔（英語：Fred Astaire，1899年5月10日—1987年6月22日），本名菲德利克·奧斯特利茲（Frederick Austerlitz），是一位美国电影演員、舞者、劇場藝術演員、編舞家與歌手。他在舞台與大銀幕上的演出生涯長達76年，在這段期間他參與了三十一部歌舞劇的演出。佛雷·亞斯坦最常與琴吉·羅傑斯一起合作，這兩人曾搭檔演出十部電影。
名編舞家乔治·巴兰奇與名芭蕾舞者魯道夫·紐瑞耶夫將佛雷·亞斯坦評為二十世紀最佳舞者，他通常也被認為是影史上最具影響力的舞蹈家。佛雷·亞斯坦在美国电影学会的AFI百年百大明星裡排名第五。

## 生平

### 1899年－1917年：早年的生活與歌舞雜耍生涯

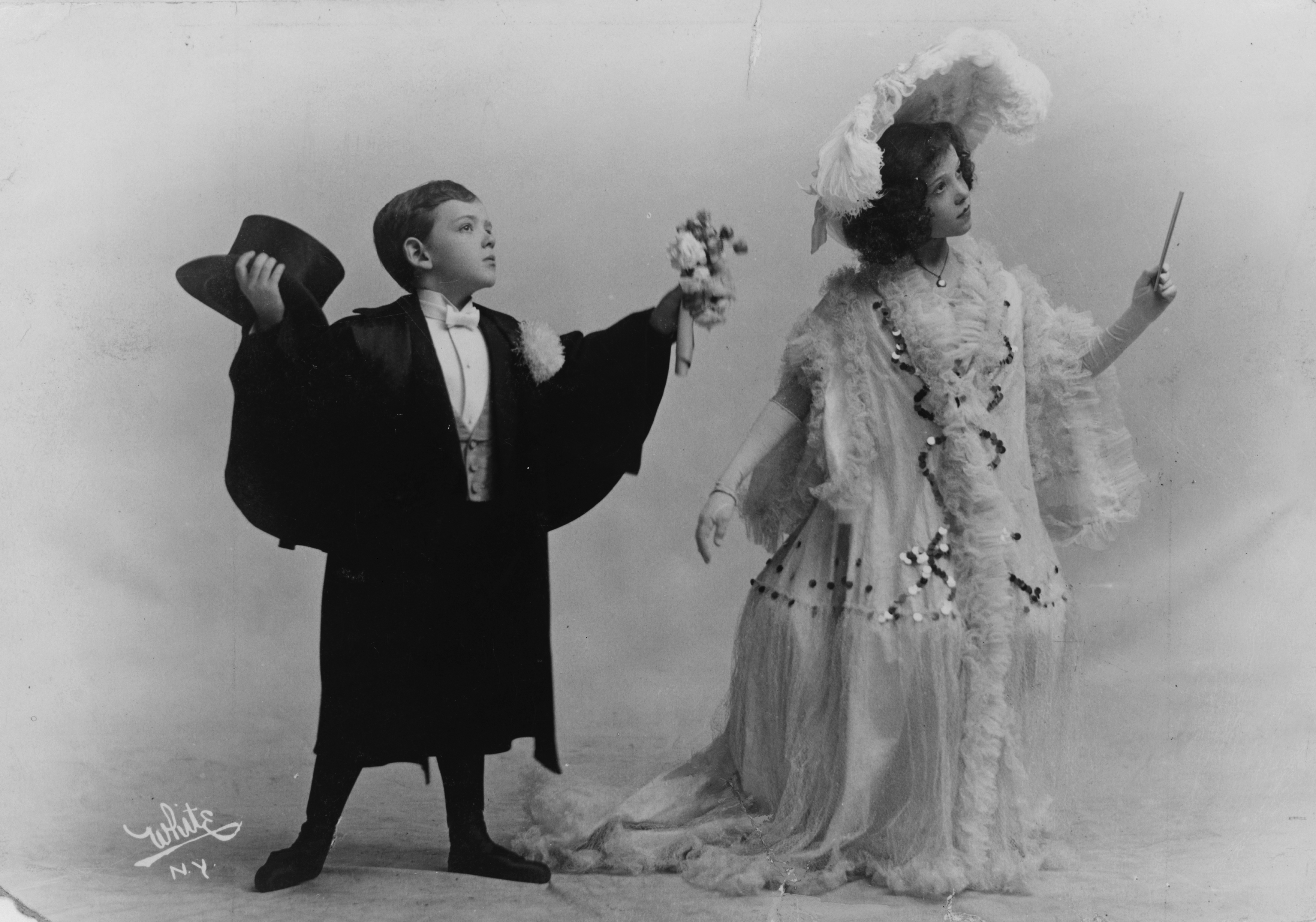
佛雷·亞斯坦(6歲)與阿黛尔·雅士提(11歲)於1906年

佛雷·亞斯坦出生於1899年內布拉斯加州奧馬哈 (伊利諾伊州)，雙親為約翰娜·奧斯特利茨與佛雷德利·奧斯特利茨，父親是釀酒商。佛雷·亞斯坦母親是東普魯士與阿尔萨斯移民美國的德裔信義宗派教徒的後代，父親則是猶太人血統的天主教徒，佛雷·亞斯坦本人後來則成為美国圣公会教徒。他是女演員阿黛爾·阿斯泰尔的弟弟。
佛雷·亞斯坦的父親在1892年10月26日渡海來到纽约，且待過埃利斯島，後來因為想從事釀酒貿易的工作而移居内华达州奧馬哈 (伊利諾伊州)，之後成為了史托茲釀造公司的員工。佛雷·亞斯坦的母親在發現女兒阿黛爾·阿斯泰尔是個天生的舞者與歌手時卻冀望能夠藉由子女在歌舞上的才華離開奧馬哈，她將一雙子女想像成當時歌舞雜耍圈子裡常見的手足搭檔。縱使佛雷·亞斯坦一開始拒絕參加舞蹈課程，他還是走上了與其姐相同的道路，並且還學習了钢琴、手风琴與直笛等樂器。
在這對姊弟的父親突然失業時，這個家庭搬到了紐約市，並展開了姊弟倆的綜藝生涯。阿黛爾·阿斯泰尔與佛雷·亞斯坦這組搭檔雖然一開始有著惱人的競爭意識，但幸好他們很快的就認知到彼此的長處─弟弟的耐力與姐姐整體上來說較佳的才能。1905年，在這對姊弟為了準備演出而接受舞蹈、歌唱與談吐訓練時，選擇了「亞斯坦」這個姓氏做為藝名；家族裡有個說法是這是因為他們有個姓理亞斯坦的叔伯輩親戚的緣故。
最後，兩姊弟的首次演出終於成型了。他們的節目名稱叫做「帶來衝擊性新舞蹈的少年藝術家」。佛雷·亞斯坦在前半段節目穿戴著燕尾服與高頂禮帽，後半則裝扮成龍蝦。這個有些笨拙的演出在新泽西州基波特的一個試演選拔劇院首次亮相，而當地的報紙的評論是：「佛雷·亞斯坦姊弟是歌舞雜耍圈裡最棒的兒童表演者。」
沒過多久，拜兩人父親的推銷之福，佛雷·亞斯坦與阿黛爾·阿斯泰尔得到了一紙重要合約─隨著名的马戏（Orpheum Circuit）在全美巡迴演出，巡迴地點也包括了他們的家鄉，奧馬哈。但很快的，阿黛爾·阿斯泰尔就比佛雷·亞斯坦高了將近十公分，以至於這個組合看起來有些不太協調，因此這個家庭決定暫停演藝活動兩年，也順便避開當時與童工權益相關團體與法案可能帶來的麻煩。
即使這兩人的技巧在亞斯坦受到了比爾·羅賓遜（Bill Robinson）與約翰·巴科斯（John W. Bubbles）的啟發，將踢踏舞融入常態演出時增進了不少，也變得更為洗練，但他們復出後的演藝生涯卻不能說是一帆風順。在這段時間裡，他們從歌舞雜耍舞者（Aurelio Coccia）那裡學會了探戈、圓舞曲等因為夫妻而流行的社交舞步。
有些說法指出佛雷·亞斯坦姊弟曾經參與發行於1915年的電影，《Fanchon, the Cricket》的演出，但佛雷·亞斯坦姐弟對此卻是一致否認。
在獵尋新的歌舞點子時，佛雷·亞斯坦於1916年遇見了當時還是個播音員的作曲家乔治·格什温。兩人偶然的認識對這兩個藝術家未來的發展有著深刻的影響。佛雷·亞斯坦巡迴演出時總是不停地在試著找出新舞步，同時他也開始展現出他對新鮮感與完美那從不間斷的追求。最後，佛雷·亞斯坦姊弟以愛國時事諷刺劇《Over The Top》（1917年）打入了百老匯。

### 1917年－1933年：舞台劇生涯─百老匯與倫敦

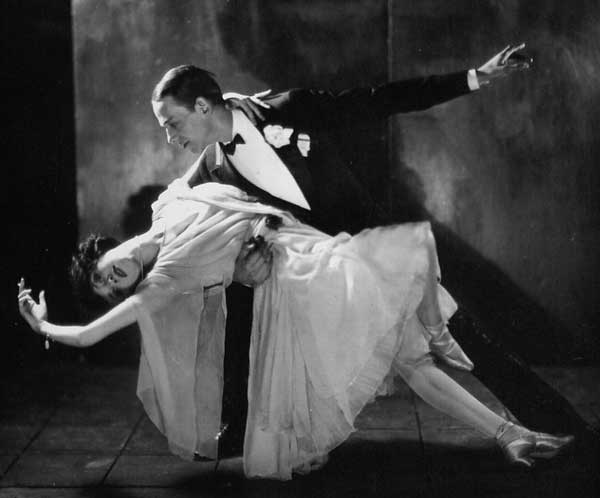
佛雷·亞斯坦(21歲)與阿黛爾·阿斯泰尔(26歲)於1921年的劇照

佛雷·亞斯坦姊弟之後也有其他的作品，而他們1918年在《於1918年消逝的演出》（The Passing Show of 1918），讓紐約記者（Heywood Broun）寫下了「在一個有著充分且優秀的舞蹈演出的夜晚，佛雷·亞斯坦鶴立雞群…他與他的搭檔，阿黛爾·阿斯泰尔以一曲舞步靈活的演出讓今晚的表演提早結束。」
即使阿黛爾·阿斯泰尔的幽默與光彩在佛雷·亞斯坦謹慎的準備以及在編舞方面強力的支援下依然獲得了大部分的注意力，也持續地主導了他們演出的調性，但這時佛雷·亞斯坦的舞技開始勝過了他姐姐的表現。
1920年代，佛雷·亞斯坦與阿黛爾·阿斯泰尔在百老匯與伦敦舞台以乔治·格什温兄弟的《女士珍重》（Lady Be Good，1924年）、《甜姊兒》（Funny Face，1927年）以及之後的《龍鳳香車》（The Band Wagon，1931年）贏得了大西洋兩岸舞台劇觀眾的讚賞。佛雷·亞斯坦的踢踏舞被視為當時世界上最好之一，美國演員兼記者曾寫道：「我不認為我想用宣稱佛雷·亞斯坦是世界上最棒的踢踏舞者這個手段把整個國家扔進輿論戰場。」
在《甜姐兒》閉幕後，佛雷·亞斯坦姊弟前往了洛杉矶好莱坞參加派拉蒙影業的試鏡，但電影公司認為他們不適合電影演出。
這兩人於1932年拆夥，阿黛爾·阿斯泰尔嫁給了她的第一任丈夫，第九代德文郡公爵維克多·卡文迪許的次子查爾斯·亞瑟·弗朗西斯·卡文迪什勳爵。佛雷·亞斯坦則在考慮來自好萊塢的邀約的同時繼續獨自在百老匯與倫敦以喜劇《柳暗花明》（Gay Divorcee）獲得成功。佛雷·亞斯坦姊弟搭檔的解散對佛雷·亞斯坦造成了不小的衝擊，但也刺激他去擴展自己的領域。不再像之前受限於姊弟搭檔，佛雷·亞斯坦為自己與新的舞伴（Claire Luce）在替《柳暗花明》寫的插曲「夜與日」（Night and Day）創作了浪漫的雙人舞。曾提過她得盡量去鼓勵佛雷·亞斯坦加入更多羅曼蒂克的動作：「拜託，佛雷·亞斯坦，你知道我不是你姐姐。」這首曲子因為舞台劇的成功而有著相當好的評價，更在1934年的同名電影版裡為電影中的舞蹈表演開啟了新的紀元。
最近舞者兼史家發現為佛雷·亞斯坦與接任的於1933年紐約表演《柳暗花明》中時所拍攝的膠捲，現在這些底片是目前佛雷·亞斯坦尚存的作品裡最早的演出紀錄。

### 1933年－1939年：佛雷·亞斯坦與琴吉·羅傑斯在RKO電影公司的時期

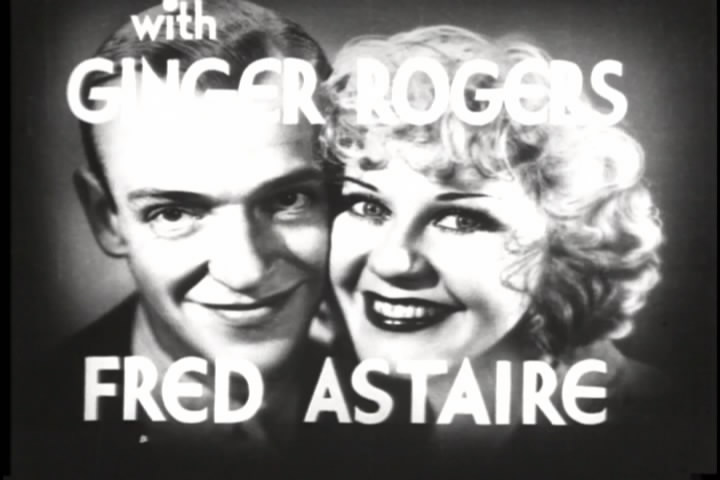
佛雷·亞斯坦與琴吉·羅傑斯在《飛向里約》裡的開幕畫面，這是唯一一次琴吉·羅傑斯的名字出現在佛雷·亞斯坦之上。

根據好萊塢的傳聞，佛雷·亞斯坦在雷电华电影的試鏡報告（與拍攝試鏡情況的膠捲依樣失落已久）上是這樣寫的：
|  | 不太能唱，不太會演，禿頭，會跳一點舞。 |

不過，為佛雷:亞斯坦與琴吉·羅傑斯這組搭檔所演出的電影當製作人的表示他在30年代從來沒聽過這個說法，這個故事想必是多年後才出現的。而佛雷·亞斯坦本人於1980年參加美国广播公司製作，由芭芭拉·沃尔特斯主持的「20/20」節目訪問中堅持那個試鏡報告的內容應當是如此：「不會演戲，有點禿頭，會跳舞。」總之，那場試鏡很明顯的失敗了。而將佛雷·亞斯坦簽入RKO的在備忘錄裡曾這樣寫道：「我不是很抓的準這男人的長項，但我覺得撇開他那實在很大的耳朵和糟糕的下頦線條，他的魅力在這次失敗的試鏡裡還是驚人地傳達了出來。」然而這個看法並沒有影響RKO為佛雷·亞斯坦所擬的計畫，一開始，RKO在1933年將佛雷·亞斯坦出借給米高梅幾天，讓他在瓊·克勞馥的賣座歌舞片《Dancing Lady》裡演個在一旁跳舞的角色，而這就是佛雷·亞斯坦在好萊塢的初次亮相。
在他回到RKO電影公司後，佛雷·亞斯坦在1933年為墨西哥女演員量身打造的電影─《飛向里約》中，在演員表上與琴吉·羅傑斯同列第五。在浮華雜誌對該電影的影評將這部戲的大成功歸功於佛雷·亞斯坦：「《飛向里約》的主要亮點是佛雷·亞斯坦在銀幕上可期的前途…在這部作品之後他肯定能成為一個值得押注的演員，因為他在銀幕上是極為獨特地討人喜歡。麥克風讓他的聲音好聽；而做為一名舞者，他獨一無二。後者在職業圈子裡並不是什麼新聞，因為他們早已承認在其他人停步時，亞斯坦真正開始了所謂的跳舞。」
縱使佛雷·亞斯坦起出非常不願意成為另一個舞蹈拍檔的一員，他還是被大眾對佛雷·亞斯坦與琴吉·羅傑斯這組搭檔顯而易見的熱愛給說服了。在他寫給經紀人的一封信裡佛雷·亞斯坦寫道：「我不介意再與她拍一部電影，但這個組隊的點子是想都不用想。我好不容易才逐漸淡忘一段搭檔關係，我不想再為這煩心了。」佛雷與琴吉·羅傑斯的搭檔加上所編的舞蹈使跳舞成為了好萊塢歌舞劇中的重要元素。佛雷·亞斯坦與琴吉·羅傑斯總共合作了十部電影，其中包括：《柳暗花明》（1934年）、《蘿貝塔》（Roberta，1935年）、《禮帽》（Top Hat，1936年）、《歡樂時光》（Swing Time，1936年）、《跟上艦隊》（Following the Fleet，1936年）、《來跳舞吧》（Shall We Dance，1937年）、《無憂無慮》（Carefree，1938年）等。他所創作的九部歌舞劇中的六部成為了RKO歷來最賣錢的作品，而這些電影在當時全都替RKO帶來了其他電影公司所欽羨的聲望與藝術技巧。佛雷·亞斯坦與琴吉·羅傑斯的搭檔也將兩人推上了巨星寶座。據傳凯瑟琳·赫本曾經這麼形容這兩人的合作：「他帶給她格調，而她帶給他性感。」
佛雷·亞斯坦能輕鬆地由電影營利中獲得分紅，這在當時的演員合約裡是極端罕見的條款；另外，他對片中的舞蹈該如何呈現這點有完全的自主權，這讓他為電影中的舞蹈帶來了革命性的創新。
另外，佛雷·亞斯坦被認為是給早期音樂劇電影帶來了兩大創新的功臣。首先，他堅持如果可能的話，幾乎不動的攝影機在拍攝一段舞蹈表演時，必須在將舞者完全涵蓋於鏡頭內的同時將演出一鏡到底的拍完。亞斯坦有句著名的挖苦話是這樣的：「要嘛是我跳（舞），要嘛攝影機跳（舞）。」佛雷·亞斯坦從1934年拍攝《柳暗花明》起就一直維持這個方針，直到1968年，執導《彩虹仙子》的弗朗西斯·科波拉在拍攝他的第一部音樂劇電影時推翻了這個手法。佛雷·亞斯坦的舞蹈風格因此與（Busby Berkeley）那以華麗的運鏡（俯視鏡頭、快照、手腳特寫）著稱的歌舞劇有著顯著的不同。第二，佛雷·亞斯坦堅決主張所有的歌曲和舞蹈都必須完美無暇地整合在劇情裡。不同於將歌舞場面當做令人驚艷的展示，佛雷·亞斯坦將歌舞做為推動劇情的工具。
一部典型的佛雷·亞斯坦作品會包括一段佛雷·亞斯坦稱之為「喜劇風獨秀」（Sock Solo）的個人表演、一段與人搭檔的喜劇歌舞以及一段雙人的浪漫風舞碼。
舞評家（Arlene Croce）、汉娜·霍姆斯（Hannah Hyam）與约翰·斯图尔特·密尔（John Mueller）皆認為縱使他後期的一些搭檔有著更出色的舞技，但琴吉·羅傑斯還是佛雷·亞斯坦最佳的舞伴。與佛雷·亞斯坦長期合作的和美國著名導演與編舞家（Stanley Donen）也抱持同樣的看法，影評則對此持中立的態度。不過，時代雜誌的影評，卻這麼寫道：「想念佛雷·亞斯坦與琴吉·羅傑斯搭檔的心情讓其他組合都黯淡無光。」
约翰·斯图尔特·密尔將琴吉·羅傑斯的才華做出了如下的總結：「琴吉·羅傑斯之所以在佛雷·亞斯坦的舞伴裡如此突出並不是因為她相較之下是個更出色的舞者，而是因為身為一個老練、直覺敏銳的女演員的她，有足夠的精明去了解開始跳舞不代表戲就不演了……為何會有這麼多女性幻想能與佛雷·亞斯坦共舞的緣故，就在於琴吉·羅傑斯讓人有與佛雷·亞斯坦一起跳舞是最讓人感到刺激的一件事這種印象。」而根據佛雷·亞斯坦本人的說法，「琴吉·羅傑斯在之前從來沒有和舞伴一起跳過舞，所以她假裝的時候非常多。她不會跳踢踏舞，很多舞她都不會跳……但琴吉·羅傑斯有她的優雅與才能，在她跟著跳的時候就會隨著改進自己的表現。也正是因為她會這麼做，所以在一段時間過後其他跟我搭檔的人看起來都沒有她這麼合適。」
至於她，琴吉·羅傑斯是這樣描述佛雷·亞斯坦那不予妥協的標準是如何延伸到整個電影製作過程的：「有時候他會想段新的對話，或是用新的角度來說這個故事……他們永遠不知道他會在晚上什麼時候打電話來，然後開始狂熱地大談一個新鮮的主意……在為佛雷·亞斯坦的電影工作時沒有游手好閒或是偷工減料這種事。」
不過，在舞臺上總是與阿黛爾·阿斯泰尔的名字連在一起的佛雷·亞斯坦依然不是很願意將自己的生涯全然地與任何一個舞伴束縛在一塊。他甚至與RKO電影公司交涉以便獨自出演《落難少女》（A Damsel in Distress，1937年）這部電影，只可惜這部戲的票房並不好。隨後他與琴吉·羅傑斯再合作了另外兩部作品，分別是1938年發行的《無憂無慮》，以及《威農與艾琳卡索的故事》 。即使這兩部戲的票房都相當不錯，但因為製作費大幅增加的緣故還是讓RKO賠了不少錢。佛雷·亞斯坦之後離開了RKO，琴吉·羅傑斯則留了下來，稍後成為了這家製片公司在40年代早期最炙手可熱的資產。這兩人1949年時合作了他們最後一部作品《金粉帝后》（The Barkleys of Broadway）。

### 1940年－1947年：逐漸淡出到退休狀態
1939年，佛雷·亞斯坦離開了RKO電影公司，以自由演員的身分追尋新的電影演出機會。他這個時期的表演雖然大體上評價不錯，但也有一些不怎麼樣的作品。在這段時間裡，佛雷·亞斯坦持續他重視與其合作的編舞人員的貢獻這個習慣。不像1930年代時他幾乎只與一起編舞，這時佛雷·亞斯坦會倚重其他人的才華來保持作品的創新。在琴吉·羅傑斯之後，他的第一個合作的舞伴是不可小覷的（Eleanor Powell），她被視為當代最好的女踢踏舞者。在1940年的《百老匯旋律1940》裡，他們表演了寫的「Begin the Beguine」這首曲子著名的加長版。除此之外，佛雷·亞斯坦也與冰·哥羅士比一起演出《願你有個白色聖誕》（Holiday Inn，1942年）和稍後的《藍天》（Blue Skies，1946年）。但撇開這兩部作品在財務上的大成功不談，傳聞佛雷·亞斯坦對於他在這兩齣戲都在追女主角時輸給了冰·哥羅士比這點不是很滿意。《願你有個白色聖誕》因為佛雷·亞斯坦在劇中那段有大匠之風的獨舞到《我們用煙火來說》（Let's Say it with Firecrackers）而為人津津樂道。而在《藍天》裡則向觀眾呈現了一段具有創新意味，並讓人永遠無法不提到亞斯坦的歌舞表演《Puttin on the Ritz》。他在這段期間裡其他的舞伴包括了在《第二合唱》（Second Chorus，1940年）裡合作的宝莲·高黛（Paulette Goddard） ，在這部戲裡他以舞蹈的方式指揮了爵士乐手亞提蕭大樂團（Artie Shaw）的管絃樂團。
佛雷·亞斯坦與丽塔·海华丝合演過兩部電影，第一部是1941年上映，將丽塔·海华丝一舉推上票房明星地位的《黃金夢》（You'll Never Get Rich）。拜丽塔·海华丝出身於職業拉丁舞家族之賜，部作品提供給佛雷·亞斯坦將拉丁美洲的舞蹈方式和他本身風格結合的第一個機會。兩人合作的第二部作品則是《现在的你最可爱》（1942年）也是同樣地成功。片中佛雷·亞斯坦與丽塔·海华丝表演了由杰罗姆·科恩所寫的「我是個老派人士」（I'm Old Fashioned），這首曲子後來成為了杰罗姆·罗宾斯（Jerome Robins）率領紐約市立芭蕾舞團在1983年向佛雷·亞斯坦致敬演出時最重要的部分。佛雷·亞斯坦的下一部電影是與17歲的（Joan Leslie）一同演出的戰時喜劇《天空就是界線》（The Sky's the Limit，1943年）。在這齣戲裡他跳了由（Harold Arlen）與強尼·馬瑟（Johnny Mercer）所寫的「One for My Baby」，這一段在吧台上跳舞的演出風格黯淡憂鬱，與他過往的風格有著明顯的不同。這部作品的編舞完全由佛雷·亞斯坦一個人負責，不過只在票房上獲得了還過得去的成績。即使如此，《天空就是界線》依然代表了佛雷·亞斯坦為了脫離他平常那種快樂又幸運且充滿魅力的角色風格所做出的嘗試，這點讓許多當代的影評家感到相當困惑。
他的下一個舞伴是（Lucille Bremer），他們合作了兩部由文森特·明内利（Vincente Minnelli）所執導的電影，其中一部是奇幻片：《優蘭達與小偷》（Yolanda and the Thief，1945年），這兩人在戲裡表演了風格前衛的超现实主义芭蕾舞。另外一部電影則是歌舞風的諷刺劇，《花團錦簇》（Ziegfeld Follies，1946年）。《花團錦簇》的另一個賣點是一段佛雷·亞斯坦與金·凱利共同演出的舞碼─「The Babbitt and the Bromide」。佛雷·亞斯坦在1927年還與姐姐阿黛爾·阿斯泰尔一起表演時就曾經用過這首由乔治·格什温所寫的曲子。《花團錦簇》賣得相當好，但《優蘭達與小偷》的票房卻慘不忍睹。讓向來缺乏安全感的亞斯坦相信自己的演藝生涯已經開始褪色，因此他1946年在拍攝《藍天》的期間便發表了震驚四界的退休宣言，聲明「Puttin on the Ritz」會是他的告別之舞。
在1946年宣布退休後，佛雷·亞斯坦便專注於他賽馬的興趣上，更於1947年設立了「佛雷·亞斯坦舞蹈工作室」，後來他在1966年賣掉了這個工作室。

### 1948年－1957年：與米高梅電影公司合作的多產年代與第二次退隱
然而，佛雷·亞斯坦很快的就重回大銀幕，代替受傷的金·凱利於《萬花錦繡》（1948年）裡與朱迪·加兰和安·米勒（Anne Miller）演對手戲。並和琴吉·羅傑斯合作了最後一部戲─《金粉帝后》（1949年）。之後在50年代裡，佛雷·亞斯坦繼續演出更多的歌舞作品，如與贝蒂·赫顿（Betty Hutton）合演的《Let's Dance》（1950年）、跟（Jane Powell）領銜的《皇家婚禮》（Royal Wedding，1951年）、《最佳音樂拍檔》（Three Little Words，1950年）、《紐約佳麗》（The Belle of New York，1952年），搭檔的是（Vera-Ellen）的《龍鳳香車》（1953年）、與（Cyd Charisse）合作的《玻璃絲襪》(Silk Stockings，1957)、和莱斯莉·卡伦（Leslie Caron）的《長腿叔叔 (動畫)》（Daddy Long Legs，1955年），以及跟奥黛丽·赫本的《甜姐兒》（Funny Face，1957年）。
1952年，佛雷·亞斯坦灌錄了《佛雷·亞斯坦故事集》，一張與由名爵士樂手奥斯卡·彼得森領軍的五重唱合作，（Norman Granz）製作，內容分成四集的唱片。這張專輯為佛雷·亞斯坦演出過的歌舞作品做了綱要的介紹，多年後在1999年的葛萊美獎中奪下了名人堂賞，一個專門嘉獎25歲以上且在作品質量或是具有歷史性貢獻的藝人的特別獎項。
這時佛雷·亞斯坦已經在二十五年內演出了三十部歌舞劇電影，之後他宣布要從電影中的舞蹈表演退休，專注在戲劇性的演出上；他在1959年演出的作品，主題是核子戰爭的《海灘上》（On the Beach）博得了廣泛的好評，格里高利·派克與艾娃·加德纳也在電影中演出。

### 1958年－1981年：觸角伸向小螢幕舞蹈演出與不間斷的大銀幕作品
佛雷·亞斯坦並未完全從舞蹈領域退出。在1958、1959、1960與1968年間，他演出了四部奪下艾美奖的電視歌舞劇特別節目，其中與女舞者（Barrie Chase）的合作為佛雷·亞斯坦在舞蹈創意方面帶來了回春般的效果。這些電視節目之一的《佛雷·亞斯坦之夜》（An Evening with Fred Astaire，1958年）得到了包括最佳個人演出與該年度最佳單集節目等九座艾美奖。值得注意的是，《佛雷·亞斯坦之夜》也是第一個被製成彩色錄影帶的主流節目，並在近年發行了修復後的版本。修復版的工作人員（Ed Reitan）、（Don Kent）以及（Dan Einstein）更以他們將原本的錄影轉製成現行格式和將舊底片損毀的地方用真空管映像填補等技巧，於1988年拿下了艾美奖的技術獎項。
佛雷·亞斯坦的最後一部大型歌舞劇電影是1968年的《彩虹仙子》。在這部戲裡他不再以白領結加燕尾服的打扮出現，演出了一名相信如果自己在的影子裡埋下一片黃金就會有聚寶盆般效果的爱尔兰流氓。他戲裡的舞伴是演出他對此抱懷疑態度的女兒的佩图拉·克拉克（Petula Clark）。佛雷·亞斯坦承認與她一起合唱頗為緊張，但佩图拉·克拉克也坦承自己對與佛雷·亞斯坦共舞這件事憂心忡忡。很不幸地，這部由弗朗西斯·科波拉導演的作品在票房上一敗塗地。
在70年代，佛雷·亞斯坦繼續他的演出。他在電視影集《神偷諜影》裡飾演勞勃·韋納劇中角色的父親，並參加《火燒摩天樓》（1974年）等電影的拍攝；他更以該戲獲得了次年奥斯卡最佳男配角奖提名。佛雷·亞斯坦也在1970年經典動畫電影《聖誕老人要進城》（Santa Claus is Comin' to Town）裡為郵差這角色獻聲，並在70年代中期的紀錄片系列《That's Entertainment!》中兩次現身。在佛雷·亞斯坦第二次出現《That's Entertainment!》時，高齡75歲的他還與金·凱利合跳了一隻舞─也是他在歌舞劇電影裡最後一次的舞蹈演出。1975年夏天，佛雷·亞斯坦在倫敦製作了三張專輯。「A Couple of Song and Dance Men」是與冰·哥羅士比合作的二重唱專輯。1976年，佛雷·亞斯坦在電影《神奇的杜賓犬》（The Amazing Dobermans）裡扮演狗主這個綠葉角色，同劇演出的還有（Babara Eden）和（James Franciscus）。1978年，佛雷·亞斯坦和海倫·海絲（Helen Hayes）共同出演頗受好評的電視電影《顛倒家庭》（A Family Upside Down），戲中這兩人飾演一對設法應付自己衰退的健康的老年夫妻。佛雷·亞斯坦憑這部戲拿下了另一座艾美獎。他1979年在科幻影集《星際大爭霸 (1978年電視劇)》裡有次被廣為宣傳的客串演出（飾演疑為史波克父親），在《九命男》（The Man With Nine Lives）系列裡，編劇（Donald P. Bellisario）還專門為他打造了一個角色。佛雷·亞斯坦之所以要求自己的經紀人為他在這部影集裡弄個角色來是因為他的孫兒對這部戲很感興趣。他最後一個電影角色是1981年發行，改編自彼得·斯特曼（Peter Straub）同名小說的《鬼故事》（又譯《奪魂鬼魅》）。這部恐怖片同時也是卡司中另外兩位傑出演員（Melvyn Douglas）和（Douglas Fairbanks, Jr.）的最後一部作品。

## 工作方式與對舞蹈攝影的影響

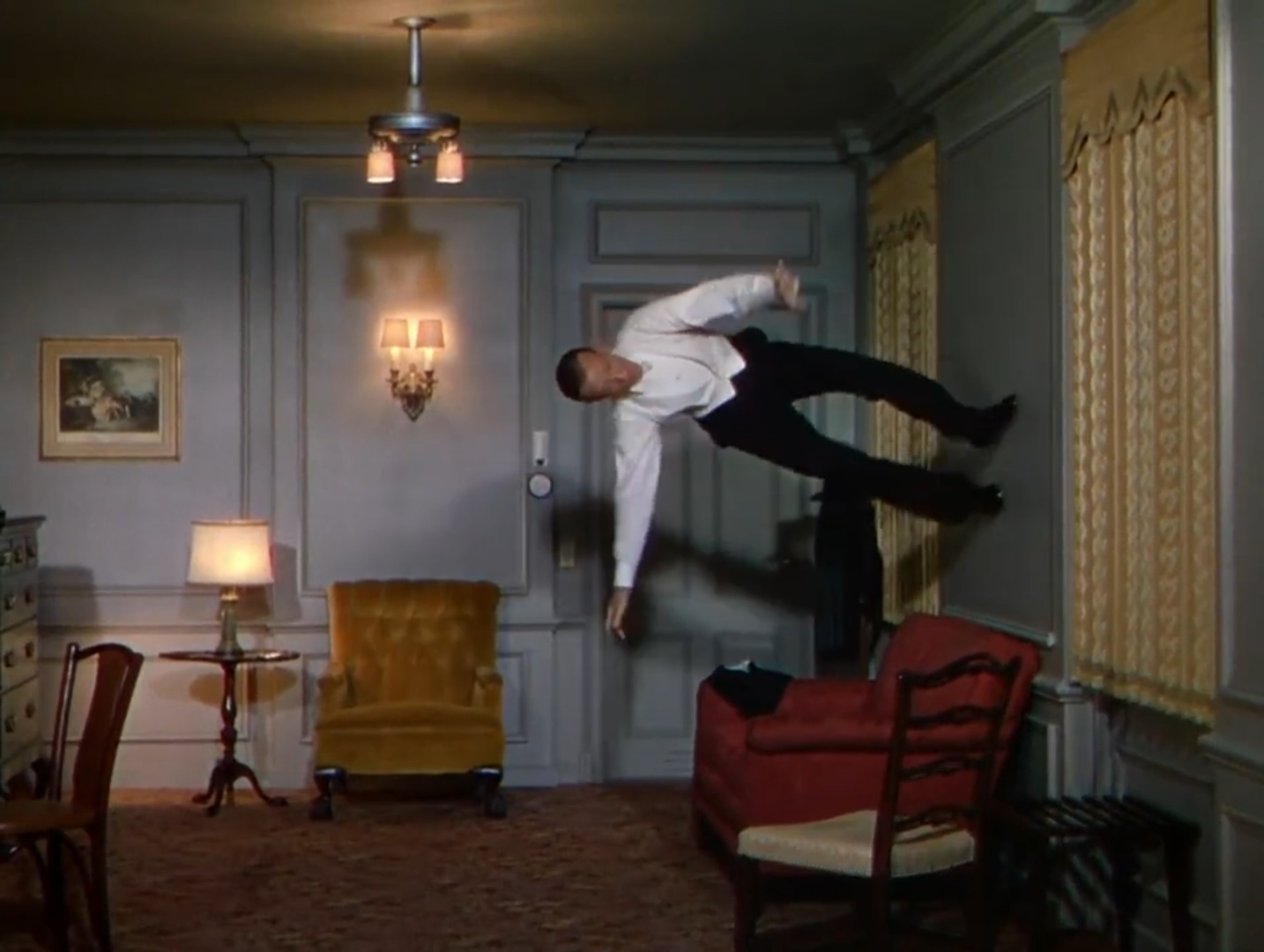
亞斯坦在《皇家婚禮》（1951年）中的舞碼〈對我來說你就是全世界〉（You're All the World to Me）裡在牆壁與天花板上跳舞的片段

亞斯坦是個有著大師風範的舞蹈家，有著能夠在必要時傳達出輕快的冒險風格或是深刻的情緒轉折的能力，對技巧的掌控還有節奏感也非常驚人。在為1952年的電影《紐約佳麗》拍完單人舞碼 "I Want To Be A Dancin' Man" 許久之後，亞斯坦簡陋的打扮和破舊的場景被認為不符合整部戲的氣氛，因此這個段落被要求重拍。1994年的紀錄片"That's Entertainment! Part III"以子母螢幕的方式同步播出了這兩次不同的表演，即使是一影格一影格的去比較這兩次的演出，亞斯坦的動作也幾乎是一模一樣，即使是最細微的姿勢也是如此。
亞斯坦的舞蹈表演因其簡潔、優雅、精準和具有原創性而受到讚賞。他從各式各樣的影響，如踢踏舞、非裔美人的節奏、古典舞蹈及威農與艾琳卡索夫婦的高尚風格中汲取長處，從而創造出一種辨識性極強的風格。這種風格不僅給後來的美式社交舞帶來深遠的影響，也為之後影視作品裡的歌舞立下了一套評判的基準。亞斯坦將自己兼容並蓄的方法稱之為「法外風格」，認為這是一種將個人的藝術技巧以直覺和難以預測的方式混合而成的產物。他的舞步雖然簡潔，但卻又帶著無數的微妙差異，正如傑洛姆羅賓斯所說的：「亞斯坦的舞看起來是這麼地簡單，讓人毫不戒備，如此輕鬆，但是它的基礎和他讓舞步跟隨曲子、領導歌曲甚至是與音樂競技的方式，卻是如此的驚人與具有獨創性。」
亞斯坦對此有著更深入的說明：
設計舞步是個非常複雜的過程─就像作曲一樣。你需要想出能流暢地進行到下個步子的舞步，然後整支舞必須有一個完整的型態。如果一支舞編得好，那就不該有任何多餘的動作，它應該達到頂點，然後戛然而止。

亞斯坦的舞碼全是他本人編的，有時也在其他編舞家─主要是漢密斯潘─的協助下創作。他通常是在沒有預設任何想法的情況下開始工作：
 "我們會可能好幾天來都沒有任何進展─只是站在鏡子前隨便晃晃…然後我的靈感就會突然出現…然後我們就開始了…你可能會在那一天內就把所有舞碼的點子都想出來，但之後你得開始設計、編輯、混合這些舞步什麼的。想編出些真正派的上用場的舞碼可能會花上兩到三週的時間。
一段舞蹈的表演往往是建立在兩到三個主要點子的基礎上，這些隱藏了這段劇情特有的情感或是動作的主意有時候是被亞斯坦自己的舞步或是音樂本身给啟發出來的:20 。
他的許多舞都是都是圍繞著某個「花招」設計出來的，好比說《皇家婚禮》裡在牆上跳舞的部份便是他早先就想到，但保留給適當的場景使用的想法。而身為一個極具天賦的填詞家，有時一句歌詞都能引出個舞步。在電影拍攝開始前，亞斯坦會花上好幾個禮拜的時間在隱蔽的排練場裡編出全部的舞蹈橋段，並在過程中融合他自己與其搭檔的想法。
他的完美主義是個傳奇；然而，亞斯坦對彩排和重拍無情地堅持對某些人來說卻是個負擔。當拍攝某首曲子的時間就要來臨時，亞斯坦會再另外彩排個兩週，同時灌錄唱歌和演奏的部份。當所有的準備都完成後，真正拍攝的便能在極短的時間內結束，省下許多開支。亞斯坦在這整個過程裡通常都非常苦惱，常常尋求同事對他作品的認可，正如文森特明尼利所說的：「他是這世界上的人中最缺乏信心的一種。他甚至不願意觀看毛片…總是認為自己不好。」:16 而亞斯坦自己的看法則是：「我從未將什麼事做得百分之百地正確過。不過事情的狀況也從來沒有像我想的一樣那麼壞。」:16
縱使他將自己視為一位娛樂大眾的人士，亞斯坦造詣極高的藝術技巧為他從喬治·巴蘭欽（George Balanchine）、著名非裔舞者尼可拉斯兄弟、芭蕾舞者米哈伊·巴里什尼科夫、魯道夫紐瑞耶夫與瑪歌芳婷、編舞家鮑伯·佛西（Bob Fosse）與格雷戈里·海因斯（Gregory Hines）、金凱利、麥可傑克遜和踢踏舞者比爾·羅賓森（Bill Robinson）等人口中贏得了二十世紀的舞蹈傳說等恭維。
巴蘭欽為亞斯坦的影響力與才華下了這麼樣的總結：「他就像巴哈一樣，在人生裡集結了才能、精華、知識與音樂的流傳。亞斯坦有著與天才一樣的集中力。」

## 對流行歌曲的影響
亞斯坦對自己的歌唱能力是極端地謙遜，常常堅持自己不會唱歌。但亞斯坦卻唱過數首被收錄在「美國歌集」(Great American Songbook，專門收錄1920-1960年代百老匯、好萊塢音樂劇和流行樂等歌曲)中的歌曲。這其中包括了柯爾波特為《柳暗花明》（1932年）所寫的「夜與日」、厄文柏林(Irving Berlin)寫的「這豈不是美好的一天？」(Isn't This a Lovely Day?)、《禮帽》（1935年）中的「臉貼臉」(Cheek to Cheek)和「禮帽、白領結與燕尾服」(Top Hat, White Tie and Tails) 、《跟上艦隊》（1936年）中的「一起面對音樂與舞蹈」([Let's Face the Music and Dance)，以及《無憂無慮》（1938年）中的「換舞伴」(Change Partners)。他也在《歡樂時光》（1936年）中演唱傑洛姆柯恩所寫的「妳今晚的模樣」、於《來跳舞吧》（1937年）中表演了蓋希文兄弟的「他們不能將之奪走」(They Can't Take That Away From Me) ，在《落難少女》（1937年）他也唱了同樣由蓋希文兄弟所寫的「霧濛濛的一天」(A Foggy Day) 和「可以墜入愛河的話那就是好事」([Nice Work If You Can Get It) 。在1943年的《天空就是界線》中，亞斯坦則唱了強尼莫瑟寫的「一個給我的寶貝」(One for My Baby)，而演出《長腿叔叔》（1955年）時，他唱了莫瑟的「待贈的小玩意」，以及哈利華倫(Harry Warren)與亞瑟弗立德(Arthur Freed)替1946年的《花團錦簇》共寫的「花團錦簇」。

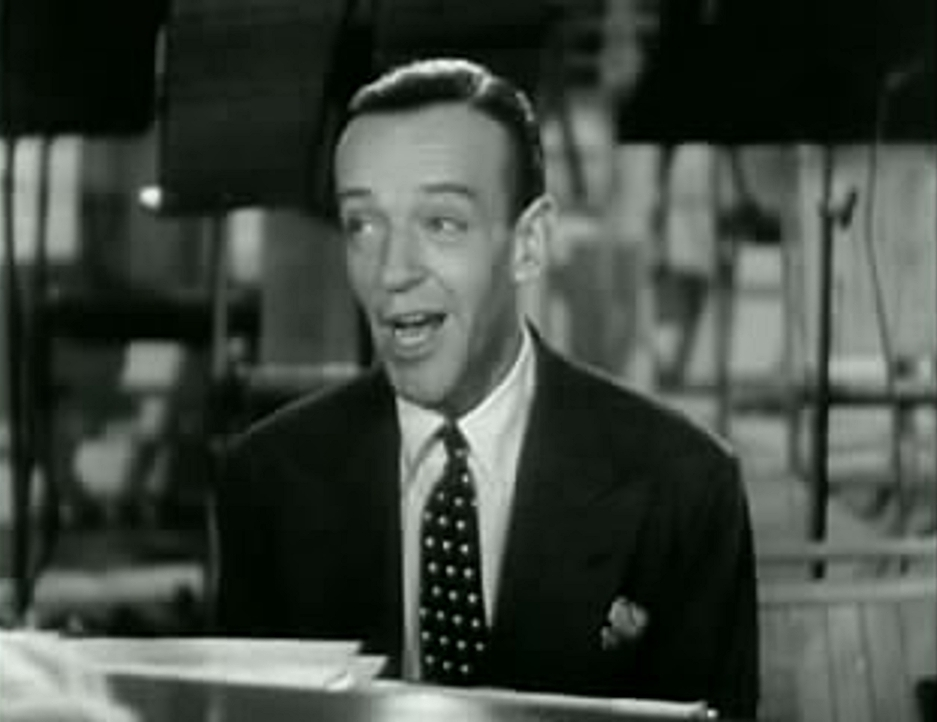
亞斯坦在《第二合唱》（1940年）裡演唱

亞斯坦也與他的搭檔藉由合唱的機會將許多經典歌曲介紹給大眾。舉例來說，他和他的姐姐艾黛兒就在《停止調情》（Stop Flirting，1923年）這部舞台劇裡一起表演過蓋希文所寫的「我會建道通往天堂的階梯」（I'll Build a Stairway to Paradise），兩人的作品還有 《女士珍重》 （1924年）裡的「醉人旋律」、舞台劇版《甜姐兒》 （1927年）裡的「怪表情」。而與金姐羅潔絲的合唱作品則有《跟上艦隊》（1936年）中由厄文·柏林所寫的「我把蛋都放在同個籃子裡」、" 歡樂時光"裡的「將你自己扶起來」（Pick Yourself Up）和「一段美好的戀情」(A Fine Romance) ，在《來跳舞吧》（1937年）裡兩人合唱了「我們就此結束吧」（Let's Call The Whole Thing Off）。另外，他也與茱蒂嘉蘭在《萬花錦繡》（1948年）中演唱了「幾個浪」(A Couple of Swells)。最後，亞斯坦也和傑克·布卡南（Jack Buchanan）、奧斯卡·雷文特（Oscar Levant）與南妮特·費柏瑞（Nanette Fabray）在《龍鳳香車》電影版（1953年）裡表演了「這才是娛樂」（That's Entertainment）。
即使有著明亮的聲音，亞斯坦對歌曲情感的抒發、發音與表達也都飽受讚揚，他在舞蹈方面的優雅與俐落似乎也同樣反映在他的演唱上，這種綜合的才能讓美國作曲家兼填詞家柏頓·連恩（Burton Lane）這麼形容亞斯坦：「世界上最棒的音樂劇表演家。」:21而厄文·柏林則將亞斯坦視為與演唱他作品的任何一名男歌手對等的存在，「跟艾爾·喬爾森（Al Jolson）、平克勞斯貝或是法蘭克辛納屈一樣好。這不完全是他的嗓音的緣故，而是因為他對詮釋歌曲的觀念。」傑洛姆柯恩將亞斯坦視為能把自己的作品優秀地表演出來的歌手；而柯爾波特與強尼莫瑟也對他對他們的創作獨特的處理方式頗為讚賞。即使是對亞斯坦的歌唱能力有些許批評的喬治蓋希文，他替亞斯坦寫的曲子也佔了他最為膾炙人口的作品的一部份。在他的全盛時期，柯爾·波特、羅倫茲·哈特（Lorenz Hart）跟艾瑞克·馬修維茲（Eric Maschwitz）等人的作品歌詞裡都曾提到過亞斯坦，這種情形直到今日也沒有改變。
亞斯坦本人也是個有名的作曲家，更曾以一曲和強尼莫瑟合寫的「"I'm Building Up to an Awful Letdown"」 在1936年的流行曲排行榜上排名第四。他跟名爵士樂手班尼·古德曼（Benny Goodman）在1941年一起為「"It's Just Like Taking Candy from a Baby"」這首歌灌了自己的版本，並且培養了要當個成功的流行樂作曲家這個終身抱負。

## 獲得過的獎項
- 1938 –獲邀在好萊塢中國戲院前的留下他的手印與腳印
- 1950 –金姐羅潔絲在奧斯卡頒獎典禮上頒給亞斯坦一座榮譽獎，嘉許他在歌舞電影上的貢獻以及他獨特的藝術技巧 亞斯坦在中國戲院前留下的手印和腳印

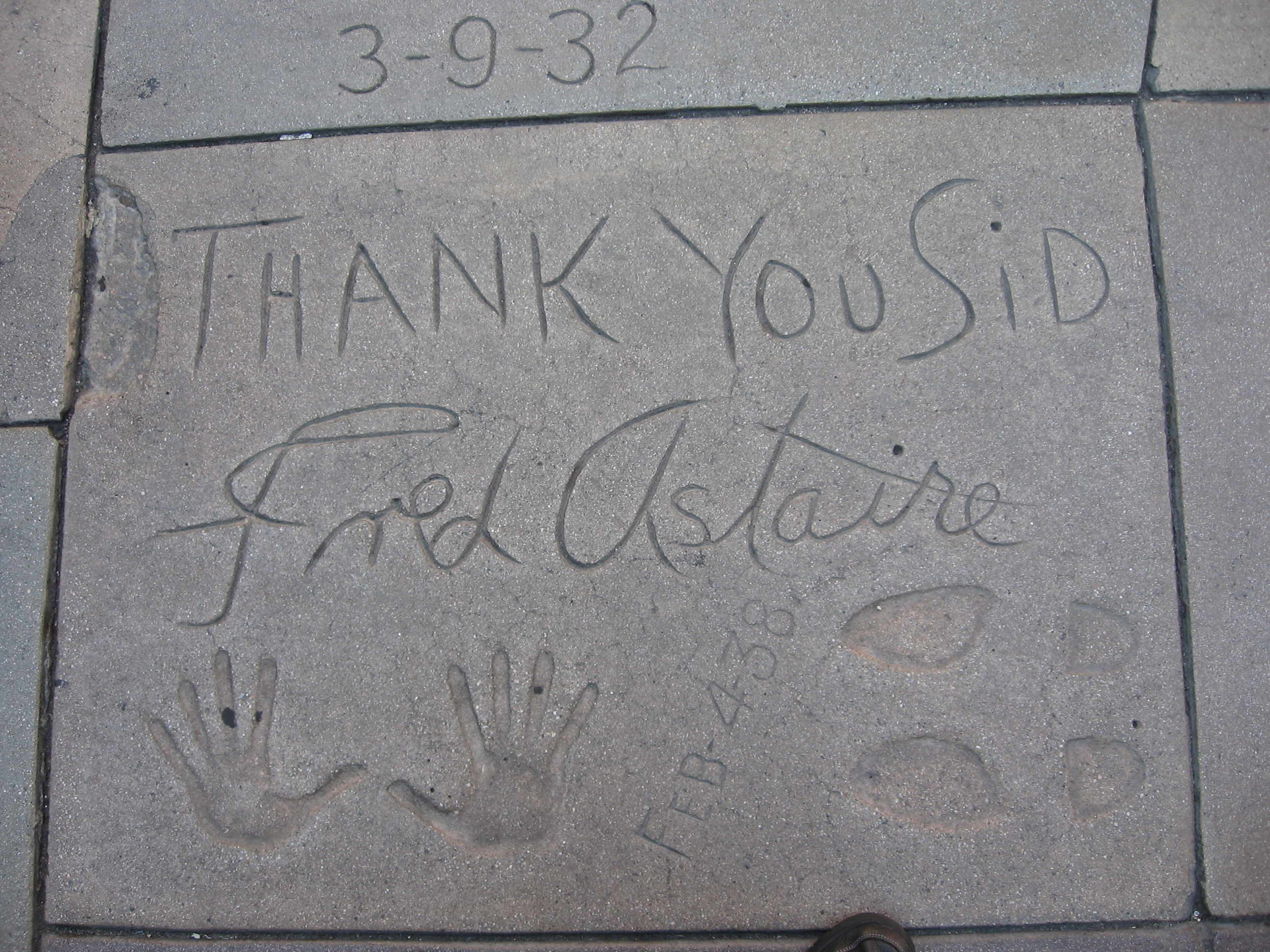
亞斯坦在中國戲院前留下的手印和腳印

- 1950 –金球獎音樂與喜劇類最佳男主角─ 最佳音樂拍檔（Three Little Words）
- 1958 –艾美獎單集表演最佳男主角─《佛雷亞斯坦之夜》
- 1959 –舞蹈雜誌獎
- 1960 –提名艾美獎節目成就獎─《另一個佛雷亞斯坦之夜》（Another Night With Fred Astaire）
- 1960 –金球獎賽西爾‧B‧德米爾獎 ，嘉獎電影方面終身成就
- 1961 - 艾美獎節目成就獎─ 《亞斯坦時間》(Astaire Time)
- 1961 –票選冠軍中的冠軍，電視影評與專欄票選年度電視最佳電視演員，該項投票由《今日電視》與《電影日報》共同舉辦
- 1965 –來自攝影博物館喬治伊斯曼博物館(George Eastman House)的喬治獎，嘉許「對電影的傑出貢獻」
- 1968 –提名艾美獎多樣性音樂劇節目獎─《佛雷亞斯坦秀》(The Fred Astaire Show)
- 1972 –被《自由雜誌》指名為本世紀音樂喜劇巨星[30]
- 1973 –成為 林肯中心的一個電影團體的慶祝節目主題
- 1975 - 金球獎 最佳男配角、英國電影學會獎、意大利电影金像奖─ 《火燒摩天樓》

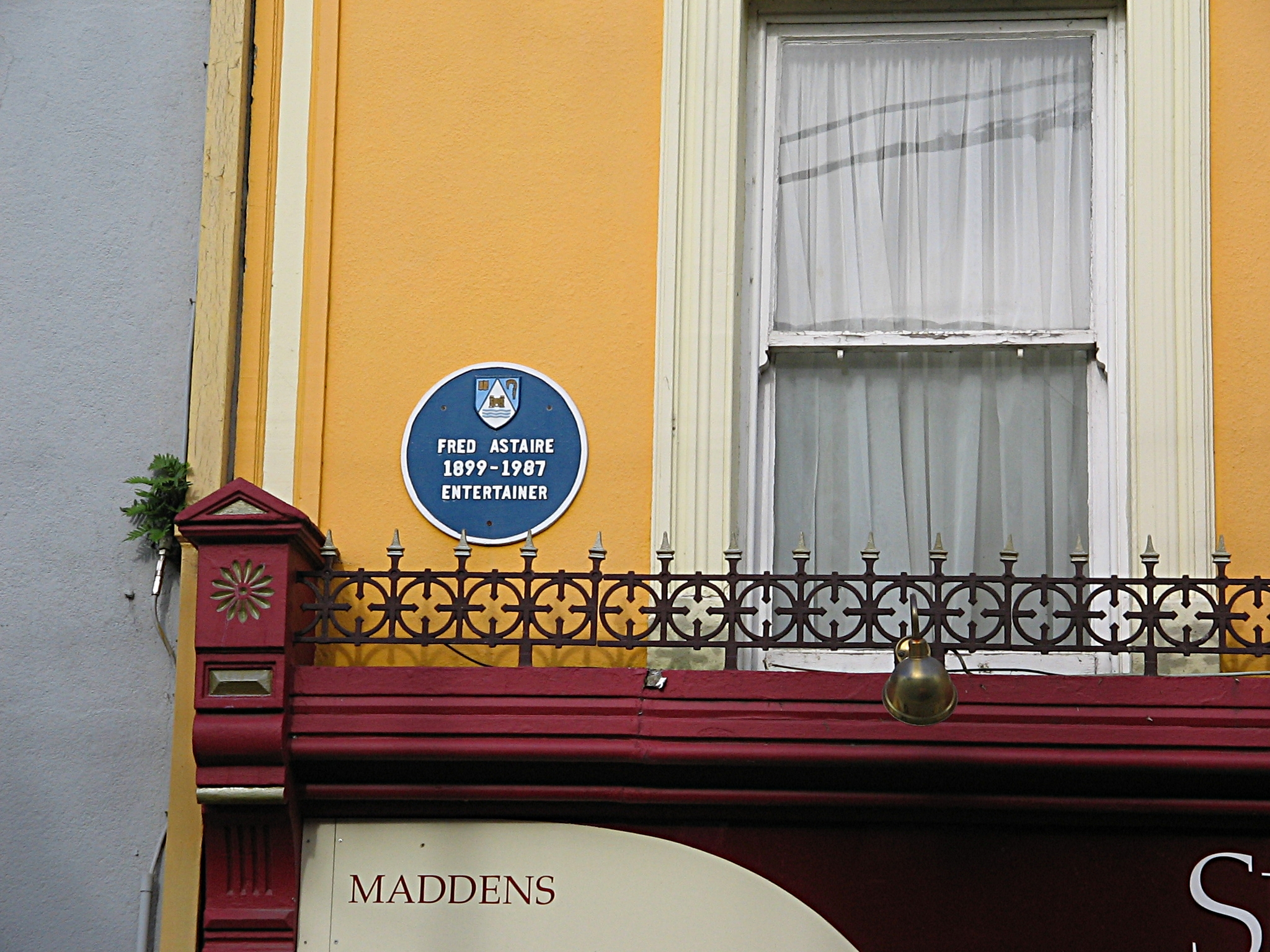
愛爾蘭的里斯摩市某家咖啡店上向亞斯坦致敬的匾額

- 1978 - 艾美獎 戲劇與喜劇特別節目最佳男主角─《顛倒家庭》
- 1978 –獲得電視藝術與科學學院嘉獎
- 1978 –甘迺迪中心榮譽獎的第一個受獎人
- 1978 –美國國家戲院組織的國際藝術家獎，嘉獎他對「美國劇院無可衡量的貢獻」
- 1981 –美國電影學會終身成就獎
- 1982 –當代英裔美人舞蹈基金會宣佈創立亞斯坦獎，以便嘉獎佛雷亞斯坦與其姐艾黛兒亞斯坦，並對後世的傑出舞者的成就致上敬意。這個獎項後來更名為佛雷與艾黛兒亞斯坦獎
- 1987 –卡貝吉歐舞鞋獎(與魯道夫紐瑞耶夫一同獲獎)
- 1989 –葛萊美獎終身成就獎
- 1991 –社交舞者名人堂
- 2000 –愛娃‧亞斯坦‧麥肯吉女士為愛爾蘭里斯摩市市民向她的父親所立起的致敬匾額揭幕
- 2008 –牛津大學奧里爾學院舉行了向佛雷亞斯坦的人生與作品致敬的會議[31]

位於亞斯坦家鄉奧瑪哈的佳利伯史托茲公館（Gottlieb Storz Mansion）建於1905年，頂樓有個「艾黛兒與佛雷亞斯坦舞廳」，這是唯一一個紀念他們出身於奧瑪哈的事物。

## 私人生活
亞斯坦總是穿著整齊，即使在晚年也一直是男性時尚指標之一；刻意避開註冊商標般的禮帽、白領結和他一直都很厭惡的燕尾服，亞斯坦更喜歡訂做輕鬆隨性風格的運動夾克、領巾、有色襯衫以及寬鬆的長褲，長褲上繫的則通常是獨一無二的舊領帶，而不是普通腰帶。
亞斯坦在1933年第一次結婚，對象是他熱烈追求了兩年的25歲的菲莉絲·波特（Phyllis Potter，未婚時的姓名是菲莉絲‧李文斯頓‧貝克（Phyllis Livingston Baker，1908-1954），她是一個出生於波士頓的紐約名媛，同時也是埃利菲雷特·諾特·波特三世（1906-1981）的前妻。波特在46歲時因為肺癌過世，不僅結束了兩人21年的幸福婚姻，也讓亞斯坦傷痛欲絕。這讓亞斯坦萌生退出當時正在拍攝的電影《長腿叔叔》的念頭，甚至向電影公司提出了前所未聞的條件：自費賠償從開拍至今所有的製作費。但他終究決定繼續拍攝這部電影，以便將自己的注意力由傷痛上轉移開來（也因為波特希望他拍這部戲）。此後，亞斯坦一直盡可能地讓自己越忙越好。
除了波特前次婚姻的兒子，暱稱彼得的埃利菲雷特四世以外，亞斯坦還有兩個孩子─與他一同出現在電影《Midas Run》（1969年），後來成為包租機駕駛的兒子小佛雷（生於1936年）以及生於1942年，至今一直致力於將父親的遺澤發揚光大的女兒艾娃‧亞斯坦‧麥肯吉。時至今日，艾娃持續主持著主題為亞斯坦的講座。她嫁給了李察·麥肯吉，輪流在倫敦與愛爾蘭居住。
亞斯坦的朋友大衛·尼文（David Niven）是這麼形容他：「一個淘氣、靦腆，總是有著溫暖的心，愛開小男孩般的玩笑的人。」亞斯坦一生都熱愛高爾夫球和賽馬；他的馬Triplicate在1946年還曾經拿下好萊塢黃金杯（Hollywood Gold Cup）的冠軍。即使在八十多歲時他也一直活躍於運動活動，甚至78歲時還因為踩孫子的滑板玩而跌斷了左手腕。他本人對這個事件的看法是這樣的：「金凱利警告我別當個該死的白痴，但我在電視上看到這些孩子做出各式各樣的花招，就想要是幾年前就有滑板的話我不知道能為電影橋段設計出什麼樣的舞碼來。總之，當時我正在我家車道上練習。」
亞斯坦於1980年與女演員轉為冠軍騎師的蘿賓史密斯（Robyn Smith）再婚，女方小他近45歲。史密斯是阿佛列·G·范德彼爾特二世（Alfred G. Vanderbilt II）旗下的騎師。
亞斯坦因為肺炎而於1987年6月22日過世，享壽88歲。他被葬於加州切茲沃的橡木紀念公園公墓，他最後的要求是感謝他的影迷們多年來的支持。
其他演員不曾在任何戲劇作品裡扮演過亞斯坦。長久以來他一直拒絕給予這方面的許可，聲稱：「無論他們願意出多少錢─而且出價從沒停過─我還是不願意賣出這類的許可。」亞斯坦的遺囑包括了一項要求永遠不希望有任何人扮演他的條款；對此他這麼說道：「這條條款之所以存在，是因為我不願意讓我的人生有被誤解的機會，畢竟這是非常有可能發生的。」

## 舞台、電影與電視方面的作品

### 音樂劇電影
片名為英文的項目表示該作品沒有官方中文譯名或代理

| - Dancing Lady （1933年） - Flying Down to Rio （1933年） (*) - 《柳暗花明》（1934年） (*) - 《蘿貝塔》（1935年） (*) - 《禮帽》（1935年） (*) - Follow the Fleet （1936年） (*) - 《歡樂時光》（1936年） (*) - Shall We Dance （1937年） (*) - A Damsel in Distress （1937年） - Carefree （1938年） (*) - The Story of Vernon and Irene Castle （1939年） (*) - 《百老匯旋律1940》（1940年） - Second Chorus （1940年） - 《黃金夢》（1941年） - 《願你有個白色聖誕》（1942年） - 《现在的你最可爱》（1942年） | - The Sky's the Limit （1943年） - Yolanda and the Thief （1945年） - 《花團錦簇》（1946年） - Blue Skies （1946年） - 《萬花錦繡》（1948年） - 《金粉帝后》（1949年） (*) - 《最佳音樂拍檔》（1950年） - Let's Dance （1950年） - Royal Wedding （1951年） - The Belle of New York （1952年） - 《龍鳳香車》（1953年） - 《長腿叔叔》（1955年） - 《甜姐兒》（1957年） - 《玻璃絲襪》（1957年） - 《彩虹仙子》（1968年） - That's Entertainment, Part II （1976年）（旁白兼表演者） |

(*) 表示該戲是與金姐羅潔絲合作的作品

## 外部連結
- 在Find a Grave上的弗雷德·阿斯泰尔
- 互聯網百老匯資料庫（IBDB）上弗雷德·阿斯泰尔的資料（英文）
- 弗雷德·阿斯泰尔在互联网电影资料库（IMDb）上的資料（英文）
- Fred Astaire tribute site （页面存档备份，存于）
- Fred Astaire biography at AlsoDances.Net
- Time.com: The Great American Flyer   Fred Astaire:1899-1987 （页面存档备份，存于）
- Time Magazine archive: Astaire essay by Richard Corliss （页面存档备份，存于）
- Astaire's religious views incl. many extracts from his biographers （页面存档备份，存于）
- Ava Astaire discusses her father's legacy. (BBC Television – Realplayer required) （页面存档备份，存于）
- "He's in Heaven..." – In Memoriam Fred Astaire （页面存档备份，存于）
- Radio Interview – Fred Astaire – 1968 （页面存档备份，存于）
- Links to photos of Astaire
- "Fred Astaire and the art of fun" （页面存档备份，存于）: an essay on the Oxford Fred Astaire conference from TLS （页面存档备份，存于）, July 16 2008.